# Echinodorus palifolius
Echinodorus palifolius är en svaltingväxtart som först beskrevs av Christian Gottfried Daniel Nees von Esenbeck och Carl Friedrich Philipp von Martius, och fick sitt nu gällande namn av James Francis Macbride. Echinodorus palifolius ingår i släktet Echinodorus och familjen svaltingväxter. Inga underarter finns listade.

## Bildgalleri

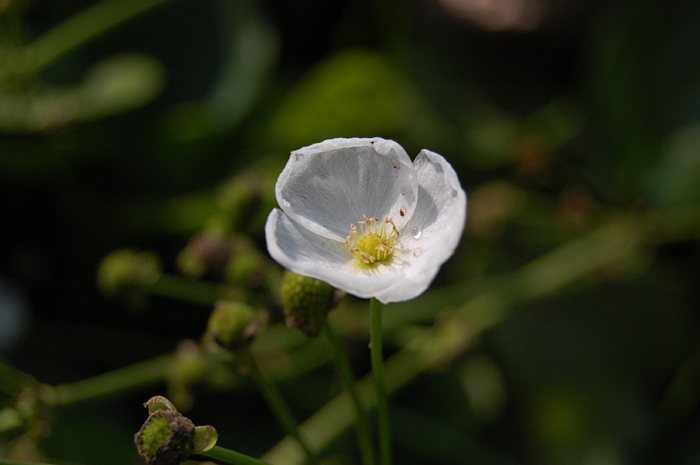